# Бедфорд-Джонс, Генри
Генри Джеймс О'Брайен Бедфорд-Джонс (29 апреля 1887 — 6 мая 1949) — канадский писатель

, работавший в различных жанрах, включая исторические романы, приключения, фэнтези и фантастику; с 1908 года гражданин США.

## Карьера
После того, как Бедфорд-Джонс решил написать о своём друге Уильяме Уоллесе Куке, он начал писать романы в виде серий недорогих бумажных изданий и в pulp-журналах. Бедфорд-Джонс был чрезвычайно старательным писателем; редактор одного из pulp-журналов Гарольд Херси однажды вспомнил о встрече с Бедфордом-Джонсом в Париже, где тот работал над двумя романами одновременно. Бедфорд-Джонс называл Александра Дюма своим авторитетом и написал продолжение книги Дюма «Три мушкетера, Д'Артаньян» (1928). Он создал около 200 романов, 400 новелл и 800 рассказов. Его работы появились в ряде журналов. Основным изданием, в котором публиковались работы Бедфорда-Джонса был журнал Blue Book; он также появлялся в «Adventure», «All-Story Weekly», «Argosy», «Short stories», «Top-Notch Magazine», «The Magic Carpet/Oriental Stories,», «Golden Fleece», «Ace-High», «People's Story», «Hatchinson's Adventure-Story», «Detective Fiction Weekly», Western Story Magazine и Weird Tales.
Бедфорд-Джонс написал множество историко-художественных произведений, посвящённых различным эпохам, включая Древний Рим, эпоху викингов, Францию XVII века и Канаду во времена «Новой Франции».  Бедфорд-Джонс создал несколько фантастических романов, вращающихся вокруг «Затерянных миров», в том числе «Храм десяти» (1921, с У. К. Робертсоном).
Помимо написания художественной литературы, Бедфорд-Джонс также работал журналистом в «Boston Globe» и писал стихи. Бедфорд-Джонс был другом Эрла Стэнли Гарднера и Винсента Старретта .

## Работы
частичный список
- Королевская кровь (1914)
- Джон Соломон, Суперкарго ( Argosy, 1914) Джон Соломон №2
- Поиски Соломона (1915) Джон Соломон № 3
- Джентльмен Соломон ( 1915) Джон Соломон № 4
- Печать Джона Соломона ( 1915) Джон Соломон № 5
- Ковер Соломона (1915) Джон Соломон № 6
- Соломонов Платок (1917) Джон Соломон № 9
- Джон Соломон, В отставке (1917) Джон Соломон №11
- Пламя Меча ( 1918)
- Аризонские аргонавты ( рассказы, 1920)
- Храм Десяти (с У. К. Робертсоном, Приключение 1921, книжная форма 1973)
- Джон Соломон (1921) Джон Соломон №13
- Джон Соломон, Инкогнито (1921) Джон Соломон №14
- Тень (1922)
- Пиратское золото ( Приключения 1922)
- Великолепие богов (1924)
- Звездная Женщина (1924)
- Д'Артаньян ( Приключение, 1928)
- Волшебник Атласа (1928)
- Опиумный корабль (2005)
- Дом черепов и другие сказки (2006)
- Золотой ястреб (2009) серия Капитан Дэн Маркуад
- Мастер драконов (2011) Серия О'Нила и Беркетта
- Раджа из ада (2012)
- Сага о Тади Ши (2013)
- Тропа дикой природы (2013) первоначально в Синей книге в 1915 году

Нехудожественная литература
- Это вымысел (1922, пересмотрен 1929)